# Капитација
Капитација је  начин плаћања примарне здравствене делатности према броју лица који су изабрали појединог лекара. Представља комбинацију фиксног дела плате и варијабилног који је заправо радни учинак лекара. Варијабилни део плате лекара у примарној здравственој заштити у Србији се обрачунава на основу 4 критеријума: регистрације, рационалности, превентиве и ефрикасности.

## Критеријуми
Регистрација
Регистрација се односи на број осигураника који су се определили за одређеног изабраног лекара. На коначну оцену регистрације лекара утиче и њихова старосна структура.
Рецепти (рационалност)
Рационалност односи се на вредност прописаних рецепата за лекове по прегледаном осигуранику, зависно од старосне структуре осигураника.
Превентива
За оцену превентиве у обзир се узима број пружених превентивних прегледа опредељеним осигураницима
Ефикасност
Ефикасност зависи од броја посета осигуранка и прилоком рачунања оцене у обзир се узимају и посете осигураника која су се определила за неког другог изабраног лекара.